# Cortinarius minoscaurus
Cortinarius minoscaurus är en svampart som beskrevs av Soop 2001. Cortinarius minoscaurus ingår i släktet Cortinarius och familjen spindlingar.   Inga underarter finns listade i Catalogue of Life.